# Magnus Heunicke
Magnus Johannes Heunicke, född 28 januari 1975 i Næstved, Danmark, är en socialdemokratisk minister och folketingsledamot. Under perioden 3 februari 2014 till 28 juni 2015 var Heunicke transportminister. Han blev efter valet 2019 sundhets- och äldreminister i den socialdemokratiska regeringen Frederiksen I. Från 21 januari 2021 var han uteslutande sundhetsminister. Efter att regeringen Frederiksen II (där även Moderaterne och Venstre ingår) tillträtt är han sedan 2022 miljöminister och sedan 2024 även jämställdhetsminister.

## Bakgrund, utbildning och arbete
Heunicke är son till tidigare borgmästare Henning Jensen och specialklasslärare Inger Heunicke. Han är gift med Nina Groes. 
Han studerade vid Næstved gymnasium och gjorde även slutprov vid Kildemarksskolen och Gundslevholm idrætsefterskole i Næstved. Han studerade till journalist vid Danmarks journalisthøjskole i Århus 1998-2002. Han var anställd vid Kommunernes landsforening som projektmedarbetare 1995-1996. Perioden 1999-2005 var Magnus Heunicke anställd vid Danmarks Radio, bland annat vid P4 Regionalen i Næstved, där han producerade radio och TV från Regionalens täckningsområde i dåvarande Vestsjællands och Storstrøms amt. 
Magnus Heunicke var 1992-1995 ledare för Danmarks Socialdemokratiske Ungdom (DSU) i Næstved. Under perioden 1996-1998 var Magnus anställd vid Danmarks Socialdemokratiske Ungdom som resesekreterare för Vestsjællands, Storstrøms och Bornholms amt. Under tiden som journaliststudent i Århus var han styrelseledamot och vice ordförande för DSU Århus amt 1998-1999.

## Politisk karriär
Magnus Heunicke blev vald som kandidat till folketinget våren 2004 och blev invald vid valet 2005 med 6 563 personröster. Han blev återvald vid 2007. Nu i en större valkretsen som omfattade de tidigare kommunerna Næstved, Fuglebjerg, Fladså, Holmegaard och Suså med 8 973 personröster. Vid valet 2011 fick han 9 364 personröster.
Magnus Heunicke var vice ordförande för Folketingets vetenskaps- och teknikutskott från 2005 till 2007. Från 2005 till 2007 var han ä även Socialdemokraternes telesperson i IT- och telekommunikationsfrågor. Efter att under halvt år ingått i Folketingets trafikutskott, blev Magnus Heunicke 23/1 2007 Socialdemokraternes talesperson i trafikfrågor. Magnus Heunicke var en hård kritiker av regeringens trafikpolitiska kurs, med ett fokus på framförallt förutsättningarna för pendlare, men samarbetade också kring Fehmarn Bält-förbindelsen och försäljningen av Scandlines. Han var talesperson för partigruppen i folketinget 2011-2014.